# Ото I (Салм)
Вижте пояснителната страница за други личности с името Ото I.
Ото I (на немски: Otto I von Salm, * 1080, † 1150) е граф на Рейнек и от 1125 до 1137 г. пфалцграф при Рейн. Той се нарича също Ото фон Рейнек (Otto von Rheineck).

## Биография
Той е вторият син на Херман Люксембургски († 1088), граф на Салм и немски геген-крал 1081 – 1088 г. в Саксония. Майка му София фон Формбах (* 1050/55, † сл. 1088) се омъжва през 1092 г. за граф Стефан II от Спонхайм и през 1096 г. става отново вдовица.
По-големият му брат Херман II (* 1075, † 1136) наследява териториите в Ардените. Той е полубрат на Мегинхард фон Спонхайм (* 1085, † 1135), граф на Мьорсберг от 1125 г.
Ото се жени през 1115 г. за Гертруда фон Нортхайм († 1154), (вдовица на пфалцграф Зигфрид I, † 1113), дъщеря и наследничка на маркграф Хайнрих Дебели от Фризия и Нортхайм и на Гертруда от Брауншвайг, и сестра на Рихенза, омъжена от 1100 г. за император Лотар III.
Той построява замък Рейнек на лявия бряг на Рейн и се нарича около 1124 г. на този замък Ото фон Рейнек (Otto von Rheineck). След смъртта на доведения му син, пфалцграф Вилхелм фон Баленщет († 13 февруари 1140), Ото има за себе си претенции за рейнското пфалцграфство, но новоизбраният през 1138 г. крал Конрад III взема пфалцграфството и го дава на вярния му Херман фон Щалек. Ото може да си осигури замък Трайз на Мозел и Рейнек до 1148 и 1151 г. През 1148 г. избухва борба между тях. Замък Трайз (Burg Treis) отива към Курфюрство Трир, замъкът Рейнек (Burg Rheineck) е разрушен през 1151 г. от крал Конрад.

## Деца
- Ото II (* 1115, † 1149); започва борба за Пфалц против Херман фон Щалек († 20 септември 1156), попада през 1148 г. в неговите ръце и същата или следващата година е удушен в замък Шьонбург при Обервезел.
- Софи (* 1120, † 26 септември 1176 в Йерусалим); омъжва се за:
  - ∞ 1.) Дитрих VI от Холандия († 6 август 1157) (Герулфинги)
  - ∞ 2.) евентуално Албрехт Мечката (* 1100, † 1170), първият маркграф и основател на Маркграфство Бранденбург.
- Беатрикс; омъжва се за Вилбранд I фон Локум-Халермунд (* 1120, † 1167), маркграф на Фризия.